# Устюги (Тверская область)
Устюги (У́стюга) — деревня в Рамешковском районе Тверской области, сельское поселение Алёшино. На начало 2008 года население — 71 житель.
Расположена в 30 километрах к востоку от районного центра Рамешки, в 5 километрах к югу от деревни Алёшино, на левом берегу реки Ивица.

## История
Пустошь Устюжна «в порозжих землях» Каменского стана Бежецкого верха упоминается в писцовой книге 1627—1629 годов. Позднее эти земли входили в «Великого Государя дворцовую карельскую волость Ивицкой нижней половины» (Карелы переселились сюда предположительно в 1630 году из Олонецкой округи).
- В 1709 году в деревне Устюга Каменского стана было 3 крестьянских двора, в них проживали 14 человек, 1 бобыльский двор (2 человека), 1 двор пустой, 2 нищих.
- В 1859 году в карельской удельной деревне Устюга проживали 32 семьи, 355 человек (175 мужчин и 178 женщин).
- По документам 1861 года деревня именовалась Устюгое.
- В 1887 году в деревне Устюгое Алёшинской волости Буйловского прихода Бежецкого уезда 81 двор, 400 жителей (186 мужчин и 214 женщин), бывшие удельные крестьяне, карелы. На военной службе находилось 4 человека. Грамотных — 16 мужчин. Дети учились в Алёшинской земской школе. Земля делилась на 150 душевых надела. Её было 1006 десятин, в том числе 489 — пашни, 568 — сенокоса, 12 — дровяного леса, 13 дес. — неудобий. В среднем на хозяйство приходилось по 15 дес.(по 16,35 гектара). В хозяйствах содержались: 97 лошадей, 163 коровы, 58 нетелей, 110 телят, 185 овец, свиней нет. Безлошадным было 11 хозяйств, 45 имели по одной, 23 — по две лошади. Без коров было 7 хозяев, 26 держали по 3 и более коровы. Сеяли ржи (151,5 дес.), овса (227,8 дес.), ячменя (18,8 дес.), льна (9,4 дес.). Накашивали 12040 пудов сена. Местными промыслами занимались 14 человек (плотники, пастухи, сезонные работники), 9 мужчин и 1 женщина — на отхожем промысле в Твери, Бежецке, Санкт-Петербурге (извозчики, разносчики, сторожа).
- В 1897 году в деревне Устюги проживали 434 человека.
- В 1918 году образован Устюговский сельский Совет (существовал до 1962 года).
- В 1930 организован колхоз «Красная Звезда».
- В 1936 году в д. Устюги 90 хозяйств, население — 441 житель, в том числе в колхозе — 76 хозяйств, 396 человек.
- Во время Великой Отечественной войны всё мужское население деревни, годное к службе, было призвано в армию. Молодые женщины направлялись на строительство оборонительных сооружений в Селижаровском и Калининском районах, аэродрома под Бежецком. В годы войны на фронтах погибли 44 жителя деревни.
- В 1969 году на базе колхоза «Красная Звезда» образован совхоз «Ивицкий».
- В 1996 году в деревне Устюги Алёшинского сельского округа 45 хозяйств, 93 жителей.
- В 2001 году в деревне 40 домов, в них постоянно проживали 77 человек, 18 домов — собственность наследников и дачников.
- Население по переписи 2002 года — 82 человека.